# Dynamo (álbum)
Dynamo es el sexto álbum de estudio de banda de rock latino Soda Stereo, lanzado al mercado en formato Cassette el 26 de octubre de 1992 por Sony Music Latin (antes CBS Discos). Fue grabado y mezclado en el Estudio Supersónico, en Buenos Aires durante el año 1992. Es considerado por los fanáticos como el mejor álbum de estudio del grupo. Fue certificado con un doble disco de platino por las preventas, con el paso del tiempo se vendieron más copias.
En el tiempo de su lanzamiento la recepción por parte del público fue tibia en comparación con el éxito que tuvo el anterior trabajo del grupo, Canción Animal.
El disco representa un cambio profundo de sonido con respecto a los álbumes previos. A lo largo de sus 12 canciones, muestra el interés de la banda por explorar nuevos sonidos, como el madchester y el dream pop, aunque sería el shoegaze el género que dominaría el álbum y del cual éste es considerado uno de los más importantes referentes. También se aprecia una clara influencia de la música electrónica (claros ejemplos de esto son «Sweet sahumerio» o «Claroscuro»). Además contiene, como curiosidad, la canción «Camaleón» en la cual Gustavo Cerati intercambia instrumentos con Zeta Bosio, tocando este último la guitarra y Cerati el bajo. Este cambio también lo hicieron en las presentaciones en vivo de la canción.
Sin embargo, este disco refleja la evolución del conjunto, y presenta algunos cortes que destacan, como «Primavera 0» y «Luna roja», que se cuentan entre los éxitos de Soda Stereo, y otros temas importantes dentro del rock argentino como «Toma la ruta» y «En remolinos».
De este álbum, la lista de las 500 mejores canciones del rock iberoamericano por Al Borde en 2006 premió «Primavera 0» (422°).

## Recepción
Luego viene Dynamo (1992) que consistió en tomar Canción Animal y destruirlo. Es como si a Canción Animal lo hubiéramos metido dentro del agua. Y, a nivel sonoro, quisimos producir eso, las canciones tenían más que ver con algo hipnótico. La idea era remixarlo, mezclarlo con algo más dance e incluir algo más trance en nuestra música. Sé que quienes adoptaron ese disco lo quieren y a mí me pasa lo mismo. (Gustavo Cerati)

Cuando Dynamo salió a la venta fue tibiamente recibido por los fanes en comparación a su álbum anterior Canción Animal, en gran medida porque el grupo decidió cambiar de compañía discográfica inmediatamente después de grabado lo que afectó de sobremanera la publicidad y promoción del disco, impidiendo por ejemplo que los sencillos sonaran en muchas radios y que mucha gente que gustaba del género musical del disco, desconociera su existencia. Sony entonces, no tenía intenciones de apoyar un grupo que emigraba y BMG no podía promocionar un producto de otra empresa. También debido al vuelco musical rotundo entre uno y otro. No era que no les gustara el disco, sino que fue la sorpresa del cambio sonoro. Sin embargo, hoy en día ha sido acogido por los fanes como su álbum favorito y es considerado por estos como uno de los mejores de toda su discografía, debido a sus sonidos experimentales. Dynamo es también considerado una obra maestra debido a lo adelantado que estuvo a su época: décadas después de su lanzamiento el rock a nivel global continuaba teniendo un sonido como el de Dynamo.

## Música
Dynamo mostró un vuelco total en la música de la banda, hacia un estilo mucho más alternativo que el que venían siguiendo en los últimos años, con discos más inclinados a estilos de rock más masivos, populares y comerciales. Es un álbum principalmente de shoegaze, recibiendo también numerosas influencias de variados géneros relacionados con la movida alternativa, tales como la neopsicodelia, el alternative dance, rock experimental, noise pop, dream pop, madchester, entre otros. No obstante, no todas las canciones son de shoegaze.
Con frecuencia, es comparado con Loveless de My Bloody Valentine, que es considerada la obra maestra del shoegaze. Incluso algunos críticos aluden a Dynamo como una especie de Loveless hispano. Si bien ambos son, en principio, del mismo género musical, la diferencia es evidente entre el sonido de ambos. Loveless es un álbum unítono y construido casi como una sola pieza musical, con principal énfasis en la influencia del noise pop. Dynamo a su vez, es un disco mucho más cargado hacia el rock alternativo, con un sonido más oscuro y a ratos crudo.

## Promoción, la Gira Dynamo y el descanso
Como promoción del disco, la banda tocó gran parte del disco en el programa de televisión Fax, para luego embarcarse en lo que sería la Gira Dynamo. La gira empezó en diciembre en Argentina con 6 conciertos en el Estadio Obras Sanitarias. Como particularidad, durante los shows en el Estadio Obras Sanitarias la banda utilizó una puesta en escena muy peculiar, en la que se proyectaban imágenes con movimiento en el fondo del escenario y en el techo del mismo, por lo cual muchos fanes consideraron esos shows como varios de los mejores de Soda Stereo, Luego siguieron la gira en México, Paraguay y Venezuela. Sin embargo en el año 1993, y mitad de la gira, la banda decide tomarse un largo descanso, lo que llevó a que se crearan rumores de una supuesta separación. Apenas regresarían al estudio juntos en el año 1995 para grabar el que sería su último disco de estudio, Sueño Stereo. En este período, Gustavo Cerati, guitarrista y vocalista del grupo, grabó su primer disco solista, Amor amarillo, con la participación de Zeta Bosio, bajista del grupo.
Existen muy pocos registros en audio o video de la gira, por lo que las presentaciones en vivo se ven rodeadas de mucho misterio. Sin embargo, se dice que hay varios videos filmados que no salieron a la luz. Por ejemplo, en el DVD de Una parte de la euforia, se pueden ver fragmentos de los conciertos en el Estadio Obras Sanitarias, en Venezuela y en España.
El único registro en video que se puede encontrar de un recital completo, fue en la Plaza de toros Calafia en Mexicali, México el 5 de marzo de 1993.

## Portada
En la parte superior de la tapa frontal del álbum, se pueden ver escritas las palabras "Soda" y "Stereo", separadas por la palabra "δϒηαɱо" (dynamo) escrita con letras griegas; justo detrás, se puede observar el nombre de la banda "50d4 573R30", en escritura leet; como de alguna manera se repite, con parte de la tipografía en su álbum Sep7imo Dia. Al centro una peineta en forma de corazón...
En la contratapa de la edición para argentina, en un fondo azul aparecen 13 objetos de formas esféricas que simbolizan cuerpos celestes ficticios.
A diferencia de la edición argentina, en la contratapa para U.S.A. y México, al menos; aparece una fotografía del trío en sepia y en acercamiento a sus cabezas orientadas hacia el centro.

## Legado
Dynamo es considerado por los fanes el máximo referente del shoegazing hispano. Además, Soda Stereo fue un grupo pionero e iniciador en la experimentación en la música de Iberoamérica y Dynamo es considerado un referente e influyente álbum para muchísimos artistas y grupos, no solo por la experimentación, sino también debido a la calidad, al virtuosismo y la complicidad musical demostrados por los Soda en la realización de este disco. Por ello, este álbum se posiciona como un álbum esencial en la historia de la música latina.
Durante la presentación del disco, Soda invitó a numerosos grupos jóvenes a telonearlos y tocar con ellos, ayudándoles a darse a conocer. Esos grupos serían conocidos por los medios de prensa argentinos como la movida sónica o nuevo rock argentino. Estas bandas eran el capítulo argentino de la escena internacional del grunge, el shoegaze y el rock alternativo que estaban haciendo furor globalmente a principios de los '90. Formaban parte del Nuevo Rock Argentino bandas como: Babasónicos, Tía Newton, Peligrosos Gorriones, Martes Menta, Juana La Loca, Demonios de Tasmania, El Otro Yo, Massacre, Illya Kuryaki and the Valderramas. Los grupos estimaban a Soda Stereo como uno de sus precursores por muchos motivos, en especial por la influencia musical. En Argentina en particular, había generado gran expectativa la movida de Soda de promocionar las jóvenes promesas del nuevo rock argentino; sin embargo, la movida se fue perdiendo a medida que los '90 avanzaban. Fundamentalmente, por la explosión del rock barrial (masivamente popular en las clases trabajadores y pobres de Argentina, que iban engrosándose a medida que la crisis económica argentina de los '90 recrudecía), pero también por el suicidio de Kurt Cobain (gran faro del género), el desgaste humano ineludible en cualquier grupo y cierta presión de las bandas del nuevo rock argentino para convertirse en los nuevos Soda.
En una encuesta realizada por el diario argentino Clarín, tras cumplirse 15 años de la separación de la banda, Dynamo alcanzó el tercer puesto en la lista de los siete mejores álbumes de la banda según el criterio de los fanáticos, superado solo por Signos y Canción Animal.

## Lista de canciones
Todas las letras escritas por Gustavo Cerati, excepto «Toma la ruta» por Cerati y Daniel Melero.
| N.º   | Título              | Música                            | Duración |  |
| 1.    | «Secuencia inicial» | Cerati · Bosio                    | 3:27     |  |
| 2.    | «Toma la ruta»      | Cerati · Bosio · Melero           | 4:30     |  |
| 3.    | «En remolinos»      | Cerati                            | 4:42     |  |
| 4.    | «Primavera 0»       | Cerati                            | 3:36     |  |
| 5.    | «Camaleón»          | Cerati · Bosio · Melero           | 4:43     |  |
| 6.    | «Luna roja»         | Cerati · Bosio                    | 5:31     |  |
| 7.    | «Sweet sahumerio»   | Cerati · Bosio · Alberti · Melero | 6:03     |  |
| 8.    | «Ameba»             | Cerati · Melero                   | 4:16     |  |
| 9.    | «Nuestra Fe»        | Cerati · Melero                   | 6:37     |  |
| 10.   | «Claroscuro»        | Cerati · Bosio · Melero           | 4:05     |  |
| 11.   | «Fue»               | Cerati                            | 3:52     |  |
| 12.   | «Texturas»          | Cerati · Bosio · Alberti          | 4:45     |  |
| 56:11 |                     |                                   |          |  |

## Cortes de difusión
- «Primavera 0» (1992)
- «Luna roja» (1992)
- «En remolinos» (1993)

El primer corte de Dynamo («Primavera 0»), fue estrenado en el programa de TV Tato de América, protagonizado por un gran monologuista de los 60, 70, 80 y comienzos de los 90: Tato Bores. Al final del programa, junto con los títulos e imágenes del backstage del programa, sonaba la canción.

## Videos musicales
- «Primavera 0» (1992)
- «Luna roja» (2021)
- «Toma la ruta» (2021)

## Documental
Haciendo Dynamo fue un documental que dirigió el actor y director Boy Olmi y muestra el making of del álbum. El corto se presentó el 11 de noviembre de 1992, en las instalaciones de Sony Music Argentina. Fue emitido por HBO Olé en el año 1993.

## Músicos
Soda Stereo
- Gustavo Cerati: Voz principal, coros, guitarra y bajo en «Camaleón».
- Zeta Bosio: Bajo, coros y guitarra en «Camaleón».
- Charly Alberti: Batería y percusión.

Músicos adicionales
- Daniel Melero: Sampler y sintetizador.
- Tweety González: Sampler (En «Secuencia inicial», «Camaleón», «Sweet sahumerio» y «Texturas») y programación.
- Flavio Etcheto: Trompeta (En «Fue» y «Camaleón»).
- Sanjay Bhadoriya: Tabla (En «Sweet sahumerio») y Padanth Voice (En «Camaleón»).
- Eduardo Blacher: Tambora (En «Sweet sahumerio»).
- Roberto Zuczer: Sitar (En «Sweet sahumerio»).

## Producción
- Producción artística: Gustavo Cerati - Zeta Bosio, con la colaboración de Daniel Melero.
- Grabado y mezclado en estudios Supersónico.
- Ingeniero: Mariano López.
- Mezcla: Mariano López/Gustavo Cerati/Zeta Bosio.
- Asistente: Eduardo “Barakus” Iencenella.
- Mastering: Arnie Acosta en A&M Mastering Studios, Los Angeles, USA.
- Arte y diseño: Gabriela Malerba - Alejandro Ros.
- Fotografía: Daniel Ackerman.

## Detalles de instrumentos
| #  | Título              | Gustavo Cerati            | Zeta Bosio     | Charly Alberti    | Daniel Melero        | Tweety González | Flavio Etcheto | Sanjay Bhadoriya | Eduardo Blacher | Roberto Zuczer |
| -- | ------------------- | ------------------------- | -------------- | ----------------- | -------------------- | --------------- | -------------- | ---------------- | --------------- | -------------- |
| 1  | «Secuencia inicial» | Voz Guitarra              | Bajo Coros     | Batería           | Ninguno              | Sampler         | Ninguno        | Ninguno          | Ninguno         | Ninguno        |
| 2  | «Toma la ruta»      | Voz Guitarra              | Bajo Coros     | Batería           | Sintetizador Sampler | Ninguno         | Ninguno        | Ninguno          | Ninguno         | Ninguno        |
| 3  | «En remolinos»      | Voz Guitarra              | Bajo Coros     | Batería           | Sintetizador         | Ninguno         | Ninguno        | Ninguno          | Ninguno         | Ninguno        |
| 4  | «Primavera 0»       | Voz Guitarra              | Bajo Coros     | Batería           | Sintetizador         | Ninguno         | Ninguno        | Ninguno          | Ninguno         | Ninguno        |
| 5  | «Camaleón»          | Voz Bajo Solo de guitarra | Guitarra Coros | Batería Percusión | Ninguno              | Sampler         | Trompeta       | Padanth Voice    | Ninguno         | Ninguno        |
| 6  | «Luna roja»         | Voz Guitarra              | Bajo Coros     | Batería           | Sintetizador         | Ninguno         | Ninguno        | Ninguno          | Ninguno         | Ninguno        |
| 7  | «Sweet sahumerio»   | Voz Guitarra              | Bajo Coros     | Percusión         | Ninguno              | Sampler         | Ninguno        | Tabla            | Tambura         | Sitar          |
| 8  | «Ameba»             | Voz Guitarra              | Bajo Coros     | Batería           | Sintetizador Sampler | Ninguno         | Ninguno        | Ninguno          | Ninguno         | Ninguno        |
| 9  | «Nuestra fe»        | Voz Guitarra              | Bajo Coros     | Batería           | Sintetizador Sampler | Ninguno         | Ninguno        | Ninguno          | Ninguno         | Ninguno        |
| 10 | «Claroscuro»        | Voz Guitarra              | Bajo Coros     | Batería           | Sintetizador Sampler | Ninguno         | Ninguno        | Ninguno          | Ninguno         | Ninguno        |
| 11 | «Fue»               | Voz Guitarra              | Bajo Coros     | Batería           | Sintetizador         | Ninguno         | Trompeta       | Ninguno          | Ninguno         | Ninguno        |
| 12 | «Texturas»          | Voz Guitarra              | Bajo Coros     | Batería Percusión | Ninguno              | Sampler         | Ninguno        | Ninguno          | Ninguno         | Ninguno        |

## Canciones descartadas
- «Rombos» (Una canción incluida en el álbum de estudio solista de Gustavo Cerati, Amor Amarillo)
- «Planeador» (Una canción incluida en el álbum Comfort y Música Para Volar)
- «Ángel eléctrico» (incluido en el álbum de estudio Sueño Stereo)
- «Zona de promesas» (incluido en el álbum recopilatorio de remixes Zona de Promesas)